# أوتاكا شينوبو
أوتاكا شينوبو (ولدت في 9 مايو 1983 في طوكيو في اليابان) هي مانغاكا يابانية. اشتهرت بالكثير من أعمال المانغا وآخرها ماغي.

## روابط خارجية
- أوتاكا شينوبو على موقع ANN person (الإنجليزية)